# Borgarnes
Borgarnes [ˈpɔrkarˌnɛˑs] (deutsch „Felsenhalbinsel“) am Borgarfjörður ist eine isländische Stadt in der Gemeinde Borgarbyggð in der Region Vesturland.
Am 1. Januar 2023 hatte die Stadt 2165 Einwohner. Mit seinen Geschäften und Einkaufspassagen, Schulen und Ämtern sowie einem Gesundheitszentrum bildet der Ort den Mittelpunkt der Region.

## Geschichte und Sagas
Die Gegend ist seit der Landnahmezeit besiedelt. Zu dieser Zeit wurde die Halbinsel, auf der heute das Städtchen steht, Digranes genannt.
Als Quellen dienen das Landnahmebuch, aber auch die Sagas.
So gilt Borgarnes als Heimatort des Dichters und Sagahelden Egill Skallagrímsson, dem man auch in mehreren bildhauerischen Werken Denkmäler gesetzt hat. Das bekannteste wurde von Ásmundur Sveinsson geschaffen und steht vor dem Weiler Borg á Mýrum, denn dort soll Egill gelebt haben. Egils Abenteuer sind in der Egils saga festgehalten. Sein Vater Skalla-Grímur gehörte laut Landnahmebuch zu den ersten Siedlern der Gegend und war deren einflussreichster.
Der Ort Borgarnes selbst entstand aus einem 1867 gegründeten Handelsplatz. Hier wurde auch Fisch verarbeitet. So wurden die ersten Häuser des Ortes vom Schotten James Richie 1857 in der Englendingavík gebaut, um Lachs zu verarbeiten. In der Gegend von Borgarnes gibt es viele Lachsflüsse. Die bekanntesten sind Norðurá (Hvítá) und Grímsá.
Ab 1929 baute man in Borgarnes einen Hafen. Es wurde ein wichtiger Knotenpunkt. Man fuhr bis zum Bau der Brücke mit dem Schiff nach Borgarnes und von dort mit dem Auto weiter.

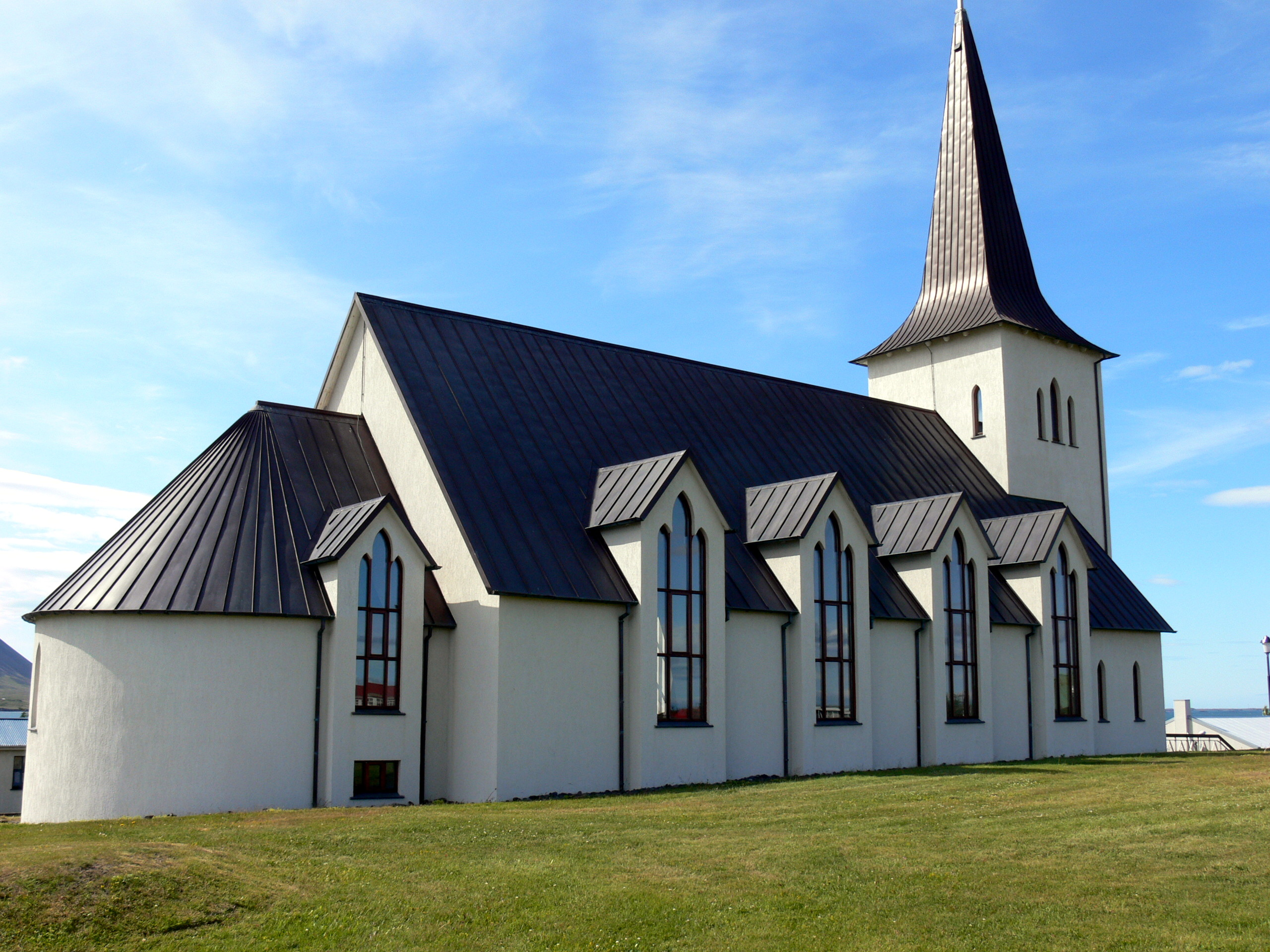
Kirche der Stadt Borgarnes

Die Kirche im Ort stammt von 1959, davor wurde die 1880 aus Treibholz erbaute Kirche auf dem Gehöft Borg á Mýrum auch von Einwohnern von Borgarnes aufgesucht.
Die Stadtrechte (kaupstaðurréttindi) wurden Borgarnes am 24. Oktober 1987 verliehen. 1989 zählte Borgarnes 1704 Einwohner.
Die ehemals selbstständige Stadtgemeinde Borgarnes (isl. Borgarnesbær) bildet seit dem 11. Juni 1994 zusammen mit den drei Landgemeinden Norðurárdalur (Norðurárdalshreppur), Stafholtstunga (Stafholtstungnahreppur) und Hraun (Hraunhreppur) die neue Gemeinde Borgarbyggð.

## Kultur und Sehenswürdigkeiten

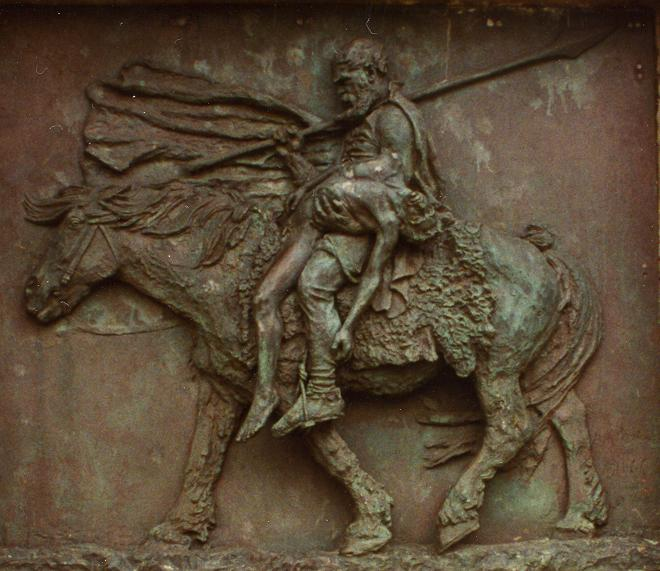
Denkmal der dänischen Künstlerin Anne-Marie Nielsen zu Egill im Park Skallagrímsgarður

Im kleinen Park Skallagrímsgarður, der von den Schülern der umliegenden Schulen in Sommerarbeit liebevoll gepflegt wird, kann man das Grab von Skallagrímr Kveldúlfsson, dem ersten Siedler der Gegend, sehen sowie eine Skulptur seines Sohnes Egill Skallagrímsson mit dem ertrunkenen Sohn Böðvar auf den Armen.
Die evangelische Borgarneskirkja im Stadtzentrum mit ihren 200 Sitzplätzen wurde 1953–1959 errichtet und hat eine relativ große Orgel, die 1967 in Deutschland gebaut wurde. Viel kleiner, aber auch älter ist die Borgarkirkja auf dem Gehöft Borg á Mýrum, die 1880 aus Treibholz gebaut und 1990 zu einem Nationaldenkmal ernannt wurde, und deren Kirchenschiff 9,80 m lang und 6,45 m breit ist. Der Überlieferung nach wurde an dieser Stelle bereits im Jahre 1003, d. h. nur drei Jahre nach der Annahme des Christentums auf Island, die erste Kirche erbaut. Vor der Reformation stand auf dem Hof eine katholische Kirche, die dem Erzengel Michael geweiht war. Die Borgarkirkja wurde 1891 um einen Vorbau von 2,56 m Länge und 2,78 m Breite erweitert. Das Altargemälde wurde 1897 von dem englischen Maler William Gershom Collingwood (1854–1932) geschaffen und zeigt Jesus bei der Segnung der Kinder.
Zwischen dem Park und der nach Egills Kindermädchen benannten Insel Brákarey, die mittels Brücke mit dem Festland verbunden ist, liegt das Museum Landnahmezentrum (Landnámssetrið). Wie der Name sagt, zeigt es anschaulich die Geschichte der Besiedelung von Island. Eine weitere ständige Ausstellung ist Egill Skallagrímsson gewidmet. Kopfhörer erläutern die Ausstellungen in diversen Sprachen, u. a. auf Deutsch. Der Museumsleiter, Schauspieler und Musiker Kjartan Ragnarsson ist der Sohn des Bildhauers Ragnar Kjartansson, der aus Staðarstadur auf Snæfellsnes stammte und u. a. die dortige Skulptur des mittelalterlichen Gelehrten Ari Fróði schuf – und der Bruder der Malerin und Bildhauerin Inga Ragnarsdóttir. Im Dachgeschoss des Museums befindet sich ein beliebtes Kleinkunsttheater, wo vor allem Szenen aus den Sagas der Gegend, etwa der Egilssaga, schauspielerisch umgesetzt oder rezitiert werden, u. a. die Sturlungar-Saga durch den Schriftsteller Einar Kárason.
An verschiedenen Orten in Borgarnes und Umgebung, die mit Szenen aus der Egilssaga verknüpft sind, hat man Steinmännchen aufgestellt, z. B. am Brákarsund und beim Zeltplatz, wo lt. Saga Egills Vater den Sohn im Wutanfall nach einem verlorenen Ballspiel töten wollte.
Wenn man der Küste vom Landnámssetrið nach Norden folgt, kommt man zu einem eigenwilligen Spielplatz namens Bjössaróló. Es handelt sich um einen der ersten bekannten Fälle von Recycling in Island. Der Handwerker Björn Guðmundsson erstellte nach eigenen Entwürfen die originellen Spielgeräte wie Schaukeln, Festungen etc. unter Verwendung von Restmaterialien oder recyceltem Material.
Noch etwas weiter nach Norden liegt die kleine Bucht Englendingavík. Dort hat man die alten Handelshäuser aus dem 19. Jahrhundert restauriert. Sie gehörten einst dem Kaupfélag Borgfirðinga und in ihnen hat der deutsche Puppenspieler und -bauer Bernd Ogrodnik ein Puppenmuseumn namens Brúðuheimur eingerichtet. Er hat dort auch ein Puppentheater aufgebaut.

## Verkehrsanbindung
Die Stadt wird aus Richtung Reykjavík auf dem Hringvegur  über die zweitlängste Brücke des Landes erreicht. Die Brücke misst 520 m und führt über den Fjord Borgarfjörður. Sie wurde 1980 in Dienst gestellt.

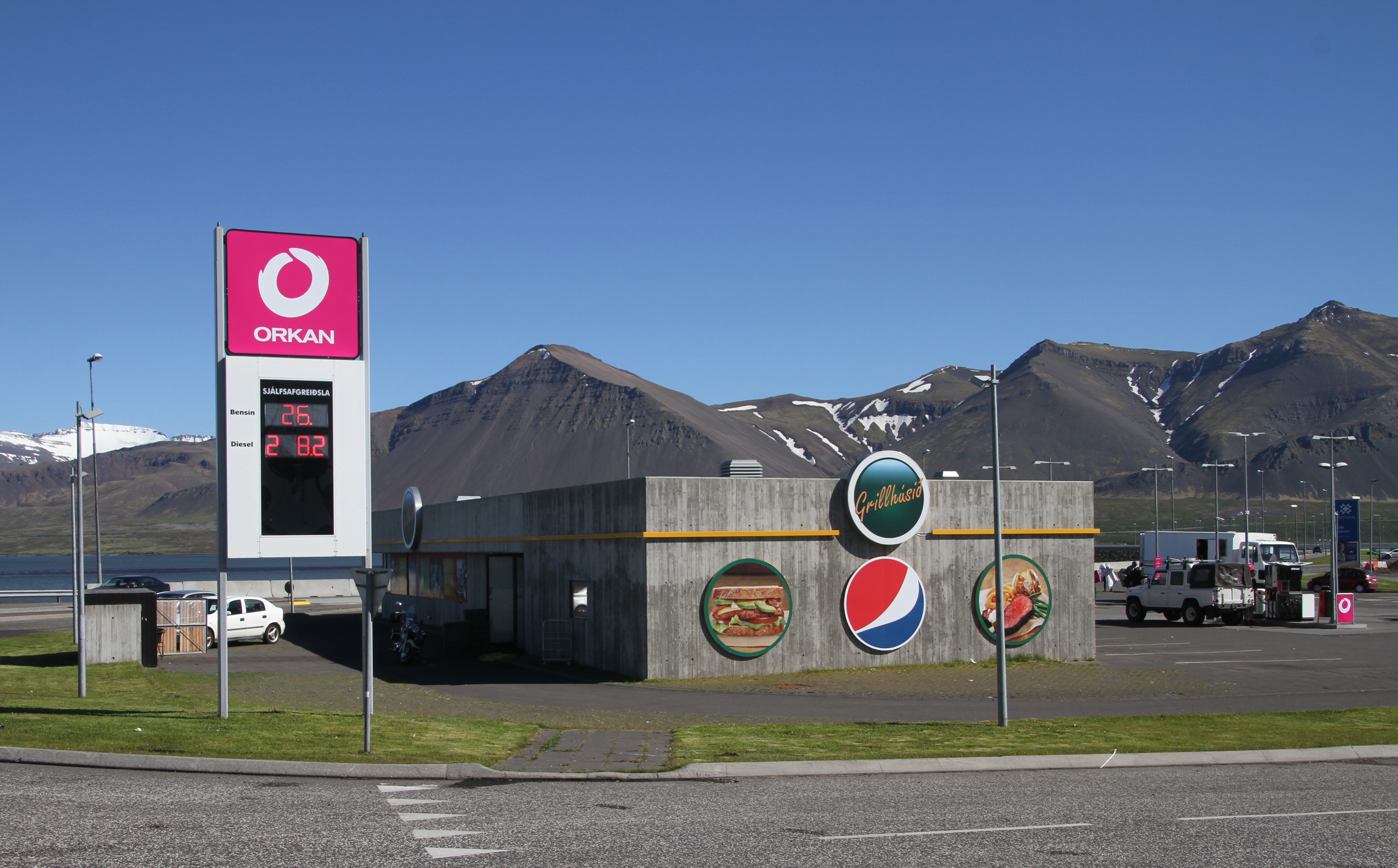
Tankstelle an der Ringstraße

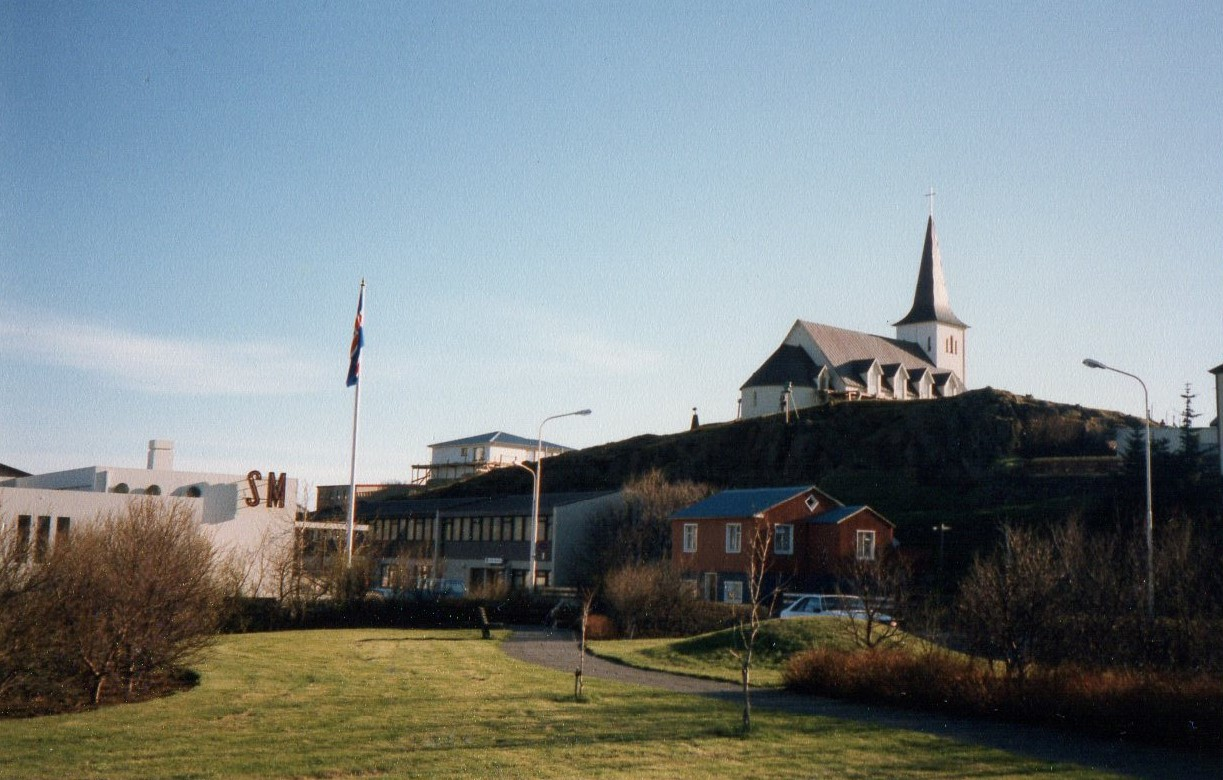
Park Skallagrímsgarður

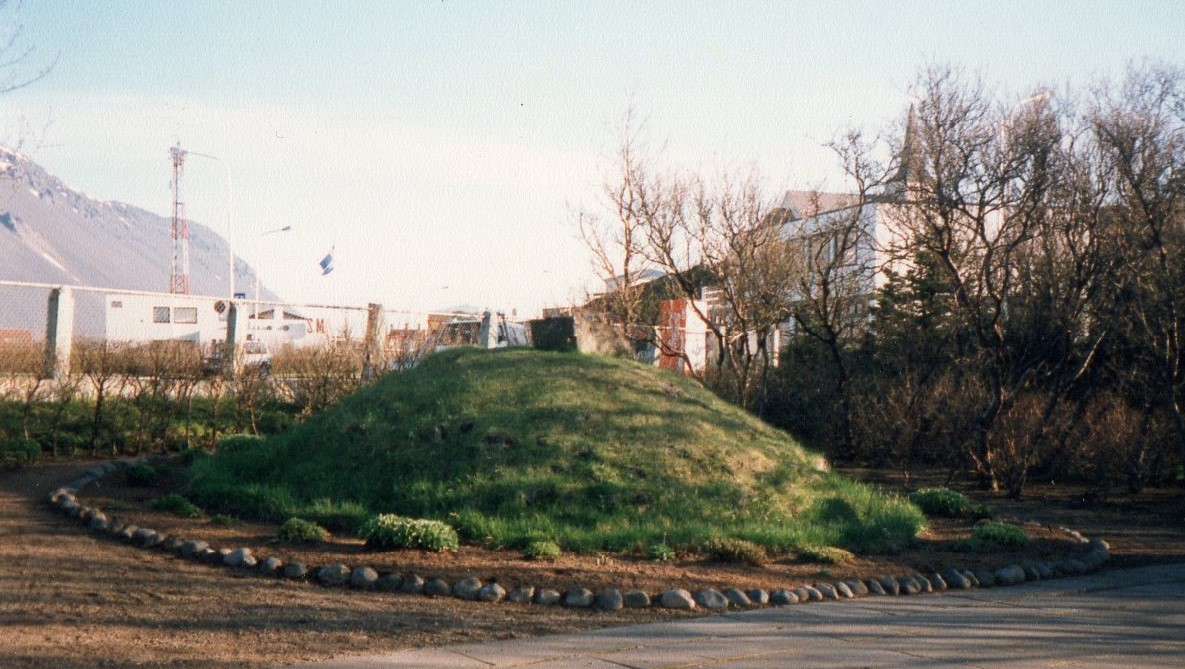
Grab des Skallagrímur Kveldúlfsson

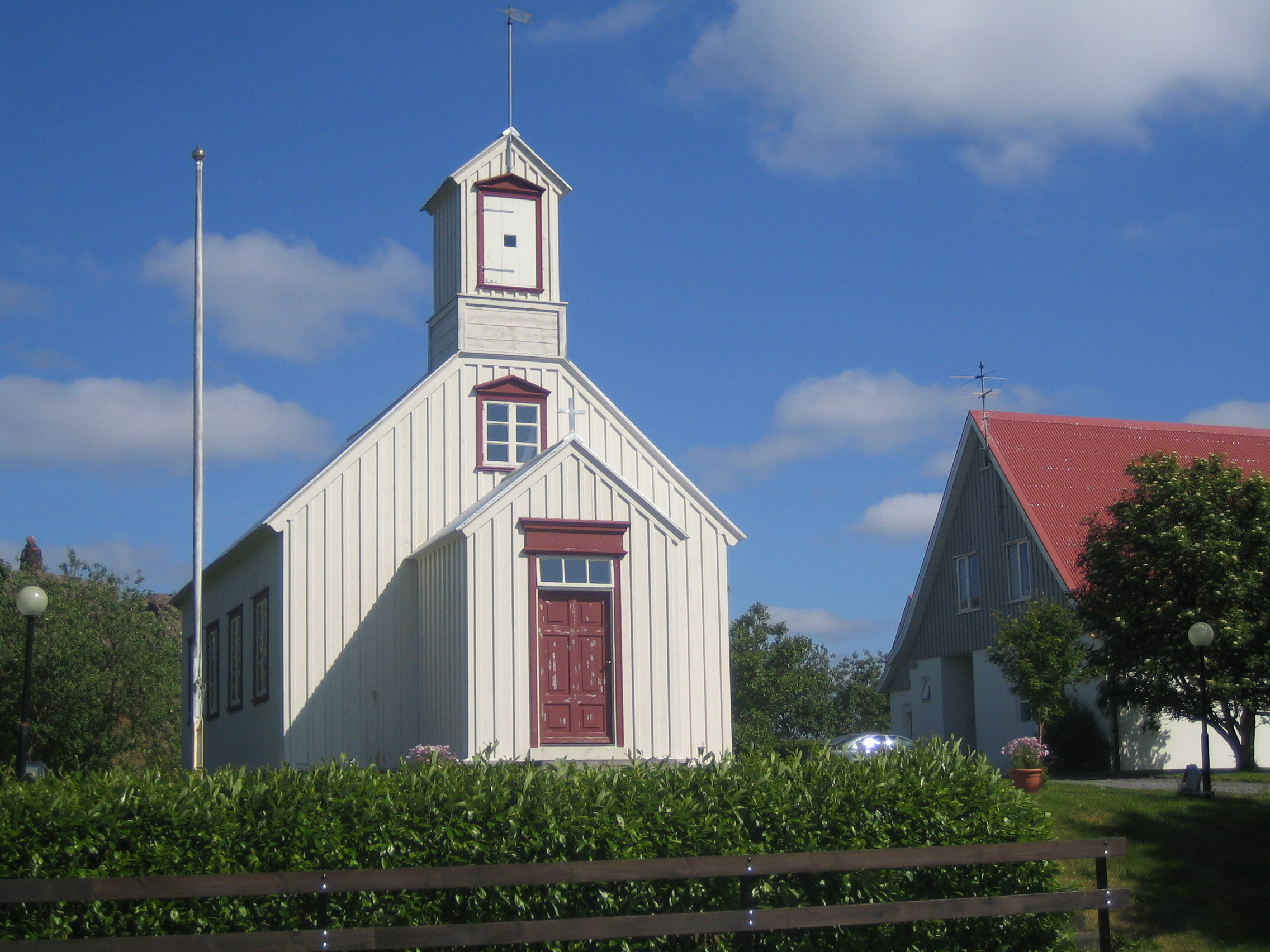
Kirche Borg á Myrum

Borgarnes ist ein Verkehrsknotenpunkt. Der Hringvegur stellt die Verbindung in den Norden nach Akureyri, aber auch in die Westfjorde dar. Nach Süden sind es etwa 65 km bis zur Hauptstadt Reykjavík. In Borgarnes kann man auf den Snæfellsnesvegur  Richtung Westen abzweigen. Nach Nordosten hingegen gibt es mehrere Möglichkeiten, um in das Reykholtsdalur und weiter nach Húsafell und zum Gletscher Langjökull zu gelangen. Von Húsafell wiederum geht es über Hochlandpisten auf die Hochebene der Arnarvatnsheiði mit ihren vielen Angelseen oder über die Piste Kaldidalur nach Þingvellir.
Für Touristen eignet sich die Stadt auch als Ausgangsort für Ausflüge nach Snæfellsnes.
Zahlreiche Busverbindungen führen nach Reykjavík, Akureyri sowie weiter in den Westen des Landes nach Snæfellsnes und Ísarfjörður.

## Wirtschaft und Dienstleistungen
Die Stadt stellt ein Wirtschafts- und Dienstleistungszentrum für den Westen Islands dar.
Sie verfügt über zahlreiche Geschäfte, Hotels und Restaurants. Viele kleinere Handwerksbetriebe befinden sich in Borgarnes.
Die Straeto-Fernbuslinie 57 verkehrt nach Reykjavik. 
Aber man findet hier auch diverse Kindergärten, eine Gesamtschule (Grunnskóli) sowie eine weiterführende Schule (Menntaskóli), ein Seniorenheim, ein Gesundheitszentrum mit ärztlicher Versorgung sowie Ämter und andere Verwaltungseinrichtungen.
Hinzu kommen Sportplätze und ein Schwimmbad, ein Golfplatz und Reitställe.
Im September 2012 wurden vorübergehend 200 Arbeitsplätze bei Aufnahmen zu dem Film des Schauspielers Ben Stiller The Secret Life of Walter Mitty  geschaffen, der u. a. in Borgarnes und in der Nähe von Grundarfjörður aufgenommen wurde.

## Wasserversorgung
Das kalte Wasser für Borgarnes kommt teils aus dem Hafnarfjall und wird von dort unter der Brücke hindurch über den Fjord Borgarfjörður geleitet, teils aus der Gegend von Bifröst, das heiße Wasser wird über 35 km von der Quelle Deildartunguhver nach Borgarnes geleitet.

## Städtepartnerschaften
- Dragsholm, Dänemark
- Falkenberg, Schweden
- Leirvík, Färöer
- Phitihupudas, Finnland
- Ullensaker, Norwegen

## Töchter und Söhne der Stadt
- Egill Skallagrímsson (910 – ca. 990)
- Veturliði Óskarsson (* 1958), Philologe
- Gísli Einarsson, Journalist

## Bilder

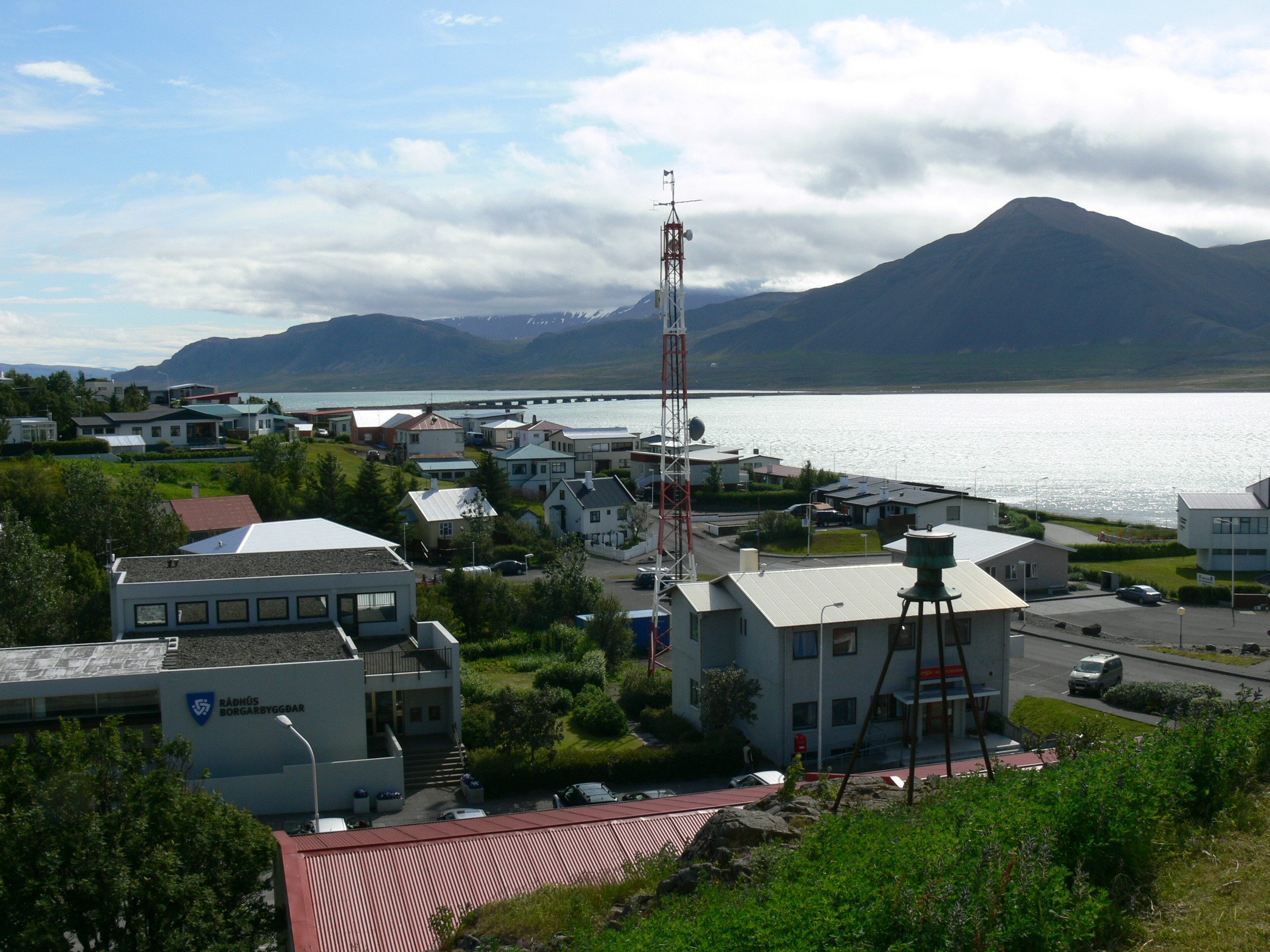
Blick von der Kirche auf Stadt und Fjord
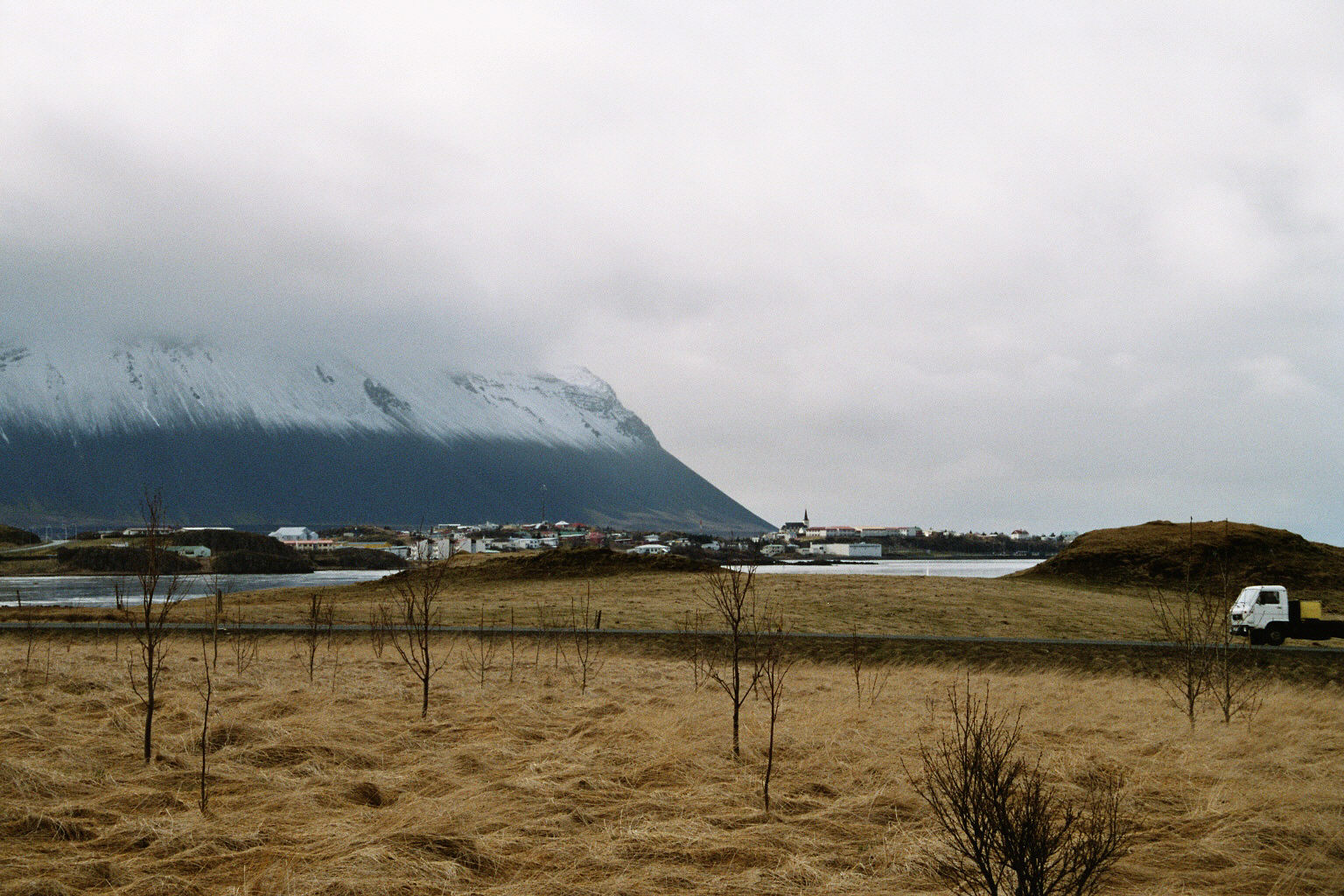
Borgarnes, im Hintergrund der erloschene Vulkan Hafnarfjall
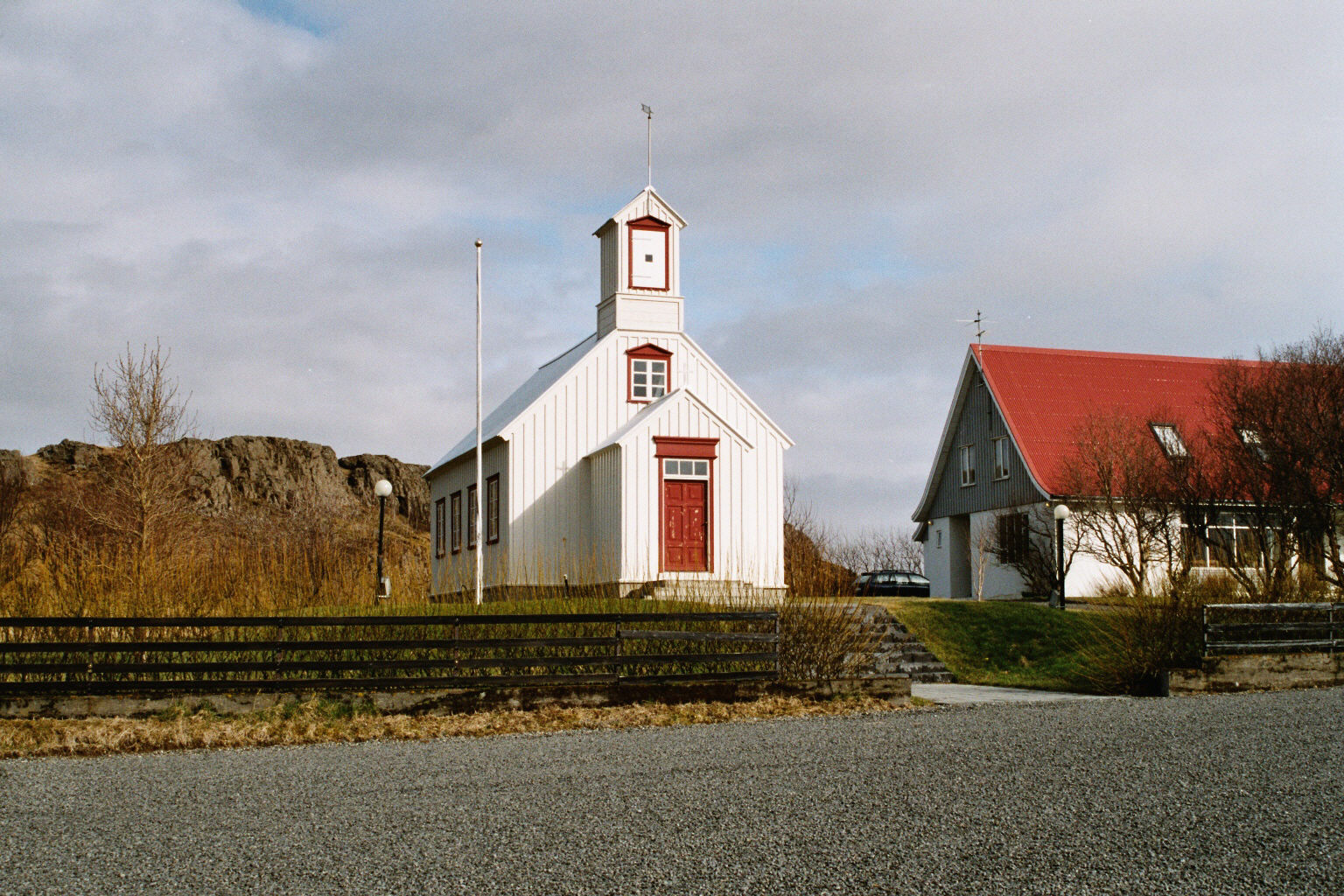
Der historische Weiler Borg bei Borgarnes